# 格蘭德維爾鎮區 (伊利諾伊州傑斯帕縣)
格蘭德維爾鎮區（英語：Grandville Township）是位於美國伊利諾伊州傑斯帕縣的一個行政鎮區。

## 地方資料
根據2010年美國人口普查的數據，格蘭德維爾鎮區的面積為95.80平方千米，當中陸地面積為95.80平方千米，而水域面積為0.00平方千米。當地共有人口367人，而人口密度為每平方千米3.83人。